# معركة صدد
معركة صدد هي معركة اندلعت إبّان الحرب الأهلية السورية وبالتحديدِ في أكتوبر من عام 2013 عندما هاجمَ عناصر من جبهة النصرة – المُصنّفة كإرهابية لدى العديد من الدول – بلدة صدد ذات الأغلبية المسيحية ويتحدث سكانها الآرامية الغربية الجديدة. أُعدمَ خلال الهجوم 46 رجلًا وامرأة وطفل آشوري/سرياني على يدِ مقاتلي الجبهة.

## المَعركة
في 21 تشرين الأول/أكتوبر 2013 انتشرت بعض التقارير والأخبار التي تُفيد بعزمِ بعض المُتشددين المُسلّحين من جبهة النصرة مهاجمة قرية صدد وهي القرية التي تقعُ بين مدينة حمص والعاصمة دمشق. بدأَ الهجوم عندما فجّر انتحارِيَينِ من الجبهة نفسيهما بالقرب من حقل غاز على مقربة من القرية. خلالَ وقت الهجوم؛ لم تكن هناك قوات للحكومة أو أيّ ميليشيات أخرى وهذا ما سهّل من سُقوط القرية في يدِ الجبهة دون قتال. بعد الاستيلاء عليها؛ دعا عناصر جبهة النصرة عبرَ مكبرات الصوت التي تبثوها في الساحة الرئيسية السكان إلى العودة إلى منازلهم قبل أن يقتلوا تسعة أشخاص على الأقل مكثوا في شوارع القرية. في السياق ذاته؛ ادّعى بعضُ النشطاء أنّ الهجوم لم يكن ذو دوافع دينية بل لأسباب عسكرية فقط، ومع ذلك فقد عُثر على جثث ما يقرب من 50 مدنيا بما في ذلك جثت ثلاثة أطفال كانت ملقاةً في بئر.
في بداية الهجوم؛ أفادت بعضُ التقارير أنّ مقاتلي جبهة النصرة قاموا بإجلاء المدنيين من منازلهم وحولوها إلى مواقع عسكرية بل تُفيد تقارير أخرى أنّ عناصر الجبهة استخدموا المدنيين كدروع بشرية أثناء المعركة. في صبيحة يوم 22 أكتوبر/تشرين الأول؛ تخلى مقاتلي جبهة النصرة عن البلدة حيثُ ذهبوا للاختباء في البساتين والحقول من أجلِ نصب كمين للجيش النظامي الذي كان يستعدُ لدخول القرية من أجلِ استعادة السيطرة عليها. في 23 تشرين الأول/أكتوبر تمكّن مقاتلي الجبهة من التقدم على حِساب الجيش النظامي فسيطروا على مواقع الجيش بالقرب من مستودعات الأسلحة في قرية ماهين لكنّهم تلقوا خسائر فادحة بعدَ تدخل القوات الجوية السورية التي استهدفتهم من خلالِ عشرات الغارات الجوية التي خلّفت ضررًا كبيرًا على القرية وعلى مدنييها أيضًا. في 25 تشرين الأول/أكتوبر وبعد توضح معالم ما حصل؛ نقلت بعضُ وكالات الأنباء عدّة تقارير تُفيد بالوضع المزري للقرية ولسكانها المُحاصرين والخائفينَ من وقوعِ مجزرة. في اليوم الموالي؛ أذاعت وسائل الإعلام التابعة للنظام خبرَ مقتل أحد قادة الجبهة خلال الاشتباكات الطاحنة هناك كما نقلت خبر فرار بعض السكان من أحياء القرية التي تُسيطر عليها الجبهة وذلك بسبب القصف المدفعي الهمجي من جهة وشناعة أفعال وجرائم الجبهة من جهة ثانية.
قبل 28 أكتوبر/تشرين الأول؛ استعادَ الجيش النظامي السيطرة على قرية صدد فيما انسحبَ مقاتلي الجبهة لمناطقَ أخرى قريبة. بعد انتهاء المعركة؛ عُثرَ على جثث 46 منَ المدنيين من بينهم 15 امرأة فيما اعتبرَ المرصد السوري لحقوق الإنسان (ساهر) ما حصلَ داخل القرية بالمجزرة. وُجدَ 30 من القتلى في اثنين من المقابر الجماعية فيما ظلّ 10 مدنيين آخرين في عداد المفقودين. سقطَ خلال المعركة كذلك 100 جندي في صفوف النظام مُقابل 100 مقاتل أيضًا في صفوف جبهة النصرة. تراجعت الجبهة إلى الأراضي الزراعية المحيطة بالقرية وذكرت مصادر حُكوميّة أنّ مقاتلي النصرة خربوا المعالم المسيحية داخلَ القرية كما خلّفوا أضرارًا كثيرة علَى البنية التحتية.

## ما بعدَ المعركة
بعد أسبوع واحد من المعركة؛ استعادَ الجيش النّظامي القرية في الرابع من تشرين الثاني/نوفمبر؛ وَبعد يومٍ واحد فقط من ذلك قُتل زعيم في الحزب السوري القومي الاجتماعي أثناء القتال مع مقاتلي النصرة في المناطق الريفية المحيطة بصدد.
في الخامس من تشرين الثاني/نوفمبر؛ شنّ عناصر الجبهة هجومًا كبيرًا على مستودع أسلحة في قرية مهين مما تسبّبَ في مقتل 50 من النصرة و20 في صفوف الجيش النظامي . في اليوم التالي؛ ذكرَ المرصد السوري لحقوق الإنسان أنّ جبهة النصرة تمكّنت من القبضِ على العديد من المباني كما اغتنمت كمية كبيرة من الأسلحة فيما رفضَ مصدر حكومي التعليقَ حول التقرير مُؤكدًا في الوقتِ ذاته على استمرار القتال. في 15 تشرين الثاني/نوفمبر؛ استعادت القوات الحكومية مستودع الأسلحة كما سيطرت على العديد من البلدات القريبة من صدد ؛ فيمَا قُتل أحد قادة جبهة النصرة خلالَ اليوم الأخير من القتال في المنطقة.